# Lijst van spelers van IF Elfsborg
Deze lijst omvat voetballers die bij de Zweedse voetbalclub IF Elfsborg spelen of gespeeld hebben. De spelers zijn alfabetisch gerangschikt.

## A
- Mohammed Abdulrahman
- Viktor Adebahr
- Vedad Aganovic
- Göran Ahlström
- Thomas Ahlström
- Daniel Alexandersson
- Joakim Alexandersson
- Bengt Andersen
- Christer Andersen
- Åke Andersson
- Andreas Andersson
- Arne Andersson
- Christer Andersson
- Gillis Andersson
- Martin Andersson
- Mikael Andersson
- Sture Andersson
- Sven Andersson
- Ulrik Andersson
- Anton Andreassen
- Stefan Andreasson
- Bror Arontzon
- Kristoffer Arvhage
- Jesper Arvidsson
- Andreas Augustsson
- Denni Avdić

## B
- Emil Backlund
- Emir Bajrami
- Mohamed Bangura
- Mikkel Beckmann
- Jesper Bengtsson
- Hans Berggren
- Tommy Berggren
- Fredrik Berglund
- Knut Bergqvist
- Roger Bergström
- Fredrik Björck
- Kristoffer Björk
- Anders Bogsjö
- Kenny Burns

## C
- Lars-Gunnar Carlstrand
- Jesper Christiansen
- Gert Christiansson
- Paweł Cibicki
- Viktor Claesson
- Ante Čović

## D
- Gösta Dahl
- Helgi Daníelsson
- Billy Davies
- Alan Dodd
- Ibrahim Drešević
- Andreas Drugge

## E
- David Elm
- Arvid Emanuelsson
- Daniel Eres
- Martin Ericsson

## F
- Bo Falk
- Marcus Falk-Olander
- Briar Faraj
- Jesper Florén
- Mathias Florén
- Bruno Fogaça
- Folke Fredenlund
- Edier Frejd
- Per Frick
- Skúli Jón Friðgeirsson

## G
- Liridon Gashi
- Mikael Göransson
- Sebastian Göransson
- Evert Grahn
- Karl-Erik Grahn
- Ove Grahn
- Léandre Griffit
- Niklas Gudmundsson
- Leif Gustavsson

## H
- Åke Hallman
- Jesper Hansen
- Morgan Hansson
- Ingemar Haraldsson
- Abbas Hassan
- Henning Hauger
- Erik Hedihn
- John Hedin
- Simon Hedlund
- Niclas Hedström
- Lars Heineman
- Oscar Hiljemark
- Hans Höglund
- Samuel Holmén
- Sebastian Holmén
- Kenneth Høie
- Niklas Hult
- Simon Hunt

## I
- Georgi Iliev
- Jari Ilola
- Haraldur Ingólfsson
- Stefan Ishizaki

## J
- Amadou Jawo
- Mats Jinefors
- Joel Johansson
- Knut Johansson
- Lennart Johansson (1957)
- Lennart Johansson (1955)
- Rolf Johansson
- Thomas Johansson
- Einar Jonasson
- Sven Jonasson
- Anders Jonsson
- Jon Jönsson
- Kristján Jónsson
- Joackim Jørgensen

## K
- Erik Källström
- Markku Kanerva
- Gunnar Karlsson
- Jesper Karlsson
- Johan Karlsson
- Mats Karlsson
- Pär Karlsson
- Roger Karlsson
- Rolf Karlsson
- James Keene
- Viktor Khlus
- Andreas Klarström
- Frank Klarström
- Ulf Köhl
- Marko Kristal
- Elmin Kurbegović

## L
- Erik Lager
- Anton Lans
- Axel Larsson
- Christer Larsson (1969)
- Christer Larsson (1966)
- Henry Larsson
- Johan Larsson
- Peder Larsson
- Stefan Larsson (1983)
- Stefan Larsson (1959)
- Urban Larsson
- Garba Lawal
- William Leandersson
- Ragnar Lennartsson
- Tobias Linderoth
- Bror Ljunggren
- Teddy Lucic
- Jonas Lundén
- Adam Lundkvist
- Christian Lundström

## M
- Dan Magnusson
- Boris Målberg
- Leif Målberg
- Mikael Martinsson
- Christer Mattiasson
- Nemanja Miljanovic
- Daniel Mobaeck
- Johny Murray

## N
- Andreas Nicklasson
- Andreas Nilsson
- Lasse Nilsson
- Lennart Nilsson
- Daniel Nordmark
- Gösta Nordström
- Thure Nygren

## O
- Gary O'Reilly
- Rickard Ödéhn
- Mats Öhrn
- Axel Olsson
- David Olsson

## P
- Kjetil Pedersen
- Viktor Prodell

## Q
- Christer Qvist

## R
- Lars Råberg
- Amadaiya Rennie
- Marcus Rohdén
- Sverre Rökaas
- Rune Rosén
- Victor Rotting

## S
- Leo Sällström
- Åke Samuelsson
- Lennart Samuelsson
- Magnus Samuelsson
- Ola Sandquist
- Nicolas Sharro
- Jurica Siljanoski
- Johan Sjöberg
- Joakim Sjöhage
- Viktor Sköld
- Patric Snygg
- Tom Söderberg
- Bengt-Göran Stenbäcken
- Tore Stenbäcken
- Martin Strömberg
- Kevin Stuhr Ellegaard
- Kjell Sundh
- Henrik Svedberg
- Anders Svensson
- Håkan Svensson
- Hector Svensson
- Mathias Svensson
- Roger Svensson
- Tommy Svensson
- Tore Svensson
- Gábor Szántó

## U
- Daniel Ung

## W
- Jörgen Wålemark
- Anton Wede
- Calle Wede
- Anders Wikström
- Johan Wiland
- Joakim Wulff

## Y
- Richard Yarsuvat

## Z
- Helge Zachrisson
- Arber Zeneli
- Mikael Zeybrandt